# Funiculinidae
Funiculinidae é uma família de corais da superfamília Pennatuloidea, ordem Scleralcyonacea. Inclui apenas o gênero Funiculina.